# Schafsberg (Gauting)
Der Schafsberg ist ein 631 m hoher Berg im Bayerischen Alpenvorland nördlich des Starnberger Sees.
Der flache Berg ist stark bewaldet und lediglich von Holzrückewegen durchzogen.